# 무천년설
무천년설 (無千年說, 영어: amillennialism, amillenarism, Greek: a "no"+ millennialism)은 기독교 신학의 종말론에서 다루는 영역이다. 예수께서 땅에 재림하여 천년왕국을  물리적으로 통치한다는 요한 계시록 20장 해석에서 문자적 해석을 거부하는 견해이다. 전천년설과 후천년설을 거부한다. 천년은 상직적 숫자이며 문자적 묘사가 아니라고 한다. 교회시대를 통하여 이미 그리스도의 통치가 영적으로 실행되고 있으며 최후 심판에 그가 재림할 것이라고 주장한다.

## 같이 보기
- 기독교 종말론
- 후천년설
- 전천년설

## 참고 문헌
- Provan, Charles D. The Church is Israel Now: Old and New Testament Scripture Texts Which Illustrate the Conditional Privileged Position and Titles of "Racial Israel" and Their Transfer to the Christian Church, Arranged with Commentary. Vallecito, Calif.: Ross House Books, 1987. 74 p. Without ISBN